# Malouinière du Parc
La malouinière du Parc est une malouinière du XVIIIe siècle (datée 1718), située en France sur la commune de Saint-Méloir-des-Ondes, dans le département d'Ille-et-Vilaine, en Bretagne. C'est aujourd'hui une propriété privée dont les extérieurs et la chapelle sont librement ouverts au public.

## Localisation
Cette malouinière est située dans le village de la Saudrais, sur la commune de Saint-Méloir-des-Ondes.

## Architecture
Il s'git d'une construction de style classique, à trois travées, composée d'un logis central, auquel ont été rajoutées deux ailes aux extrémités, légèrement en retrait du premier bâtiment principal. Le plan est rectangulaire, à un niveau, combles à surcroit à toit à quatre pentes recouvert en ardoises, avec quatre grandes cheminées. La demeure comporte des lucarnes à fronton, ornées de coquilles. La porte du logis principal est surmontée d'œil-de-bœuf. Le bâtiment est construit en moellons de granit, enduit, avec des ouvertures de baies vitrées à petits carreaux, lui donnant un air régulier. On accède à l'étage par l'escalier qui est dans un appentis de l'aile latérale nord, construite en 1718 par un membre de la famille Nouail. Porte bâtarde cintrée[Quoi ?].
La chapelle à proximité du bâtiment principal est sous le vocable de Saint-Jean-Baptiste et est datée de 1718. Cet édifice religieux est toujours sacralisé et a vu le 22 février 1781 le mariage de mademoiselle Élisabeth Magon de Boisgarin (1765-1834) et du prince Eugène de Savoie-Carignan (1753-1785), colonel, propriétaire du régiment de Savoie-Carignan, au service de la France. Le couple a un garçon, Giuseppe Maurice (1783-1825). Leur union est annulée par décret du Parlement pour n'avoir pas sollicité l'autorisation des rois de France et de Sardaigne. Issu de ce mariage morganatique, leur fils unique perd ses droits dynastiques.

## Historique
Sur la barre d'appui, de la fenêtre au rez-de-chaussée figure l'inscription suivante : « 1599 Guillemette Salmon ». En 1718, le manoir est restauré par les Nouail, qui font reconstruire la chapelle, et font construire les deux ailes latérales.
Propriété de l'ancien maire Marcel Plancher, elle est rachetée par Madame Le Gal[style à revoir] en 1980 pour le transformer en hôtel.

## Propriétaires
- Guillemette Salmon
- Famille Nouail
- Jean-Baptiste Magon de Boisgarin (1686-1764), mort à 78 ans, brigadier des armées du roi, seigneur de Boisgarin, de La Giclais, de la Vicomté de Pommerie et de Kergolet[3]. Il se marie le 19 novembre 1727 à Saint-Malo avec Marie Françoise Rosalie Nouail (1712-1744). Ils ont un fils, qui leursuccède en tant que propriétaire.
- Jean François Nicolas Magon de Boisgarin (1730-1793) : marié au château de l'Aigle avec Louise de Carruel (1735-1809), ils auront onze enfants[4].